# Pierre Charpenne
Pierre Charpenne (Beaumes-de-Venise, 10 août 1810 - Avignon, 16 janvier 1893) est un explorateur et historien français.

## Biographie
Né dans le Vaucluse d'un père agriculteur, il accepte les propositions d'une société de colonisation basée à Avignon qui cherche à installer des colons français dans l'isthme de Tehuantepec au Mexique. Il part ainsi de Marseille le 5 février 1831 à bord du Requin accompagné de cent quarante personnes.
L'embouchure du Río Coatzacoalcos est atteinte en avril et le navire remonte alors le fleuve. Les nouveaux colons observent alors la misère de ceux qui les ont précédés en atteignant Minatitlán.
Charpenne quitte Minatitlán en juin et s'installe à Acayucan (en) où il cherche à fonder une plantation de canne à sucre. En septembre, malade et à bout de ressources, il se résout à vendre ses derniers biens et rejoint Alvarado où il s'embarque pour Vera Cruz. Le consul français Félicien Carrière le fait hospitaliser et paye son billet de retour pour la France (novembre 1831).
Charpenne devient ensuite clerc de notaire à Avignon puis précepteur à Paris où il fait publier ses souvenirs. De retour à Avignon, il y travaille comme conseiller de préfecture et administrateur du musée Calvet.

## Hommage et distinction
- Une rue d'Avignon porte son nom.
- Chevalier de la Légion d'honneur (9 septembre 1865[1]).

## Publications
- Mon voyage au Mexique ou le colon du Guazacoalco, 1836 [lire en ligne]
- De la Réforme de l'instruction publique, 1848
- Histoire de la Réforme et des Réformateurs de Genève, suivie de la lettre du cardinal Sadolet aux Génevois pour les ramener à la religion catholique et de la réponse de Calvin, 1861
- L'Attaque et la défense de la philosophie, par le cardinal Sadolet, Hachette, 1864 (première traduction française, précédée d'une étude sur cet ouvrage)
- Histoire des réunions temporaires d'Avignon et du Comtat Venaissin à la France, 2 vols., 1886
- Voyage à Paris en 1789 de Martin, faiseur de bas d'Avignon, annotations, 1890
- Histoire de la Révolution dans Avignon et le Comtat et de leur réunion définitive à la France, 1892
- Les grands épisodes de la Révolution dans Avignon et le Comtat, 4 vols., 1901